# Sint-Michielsgilde

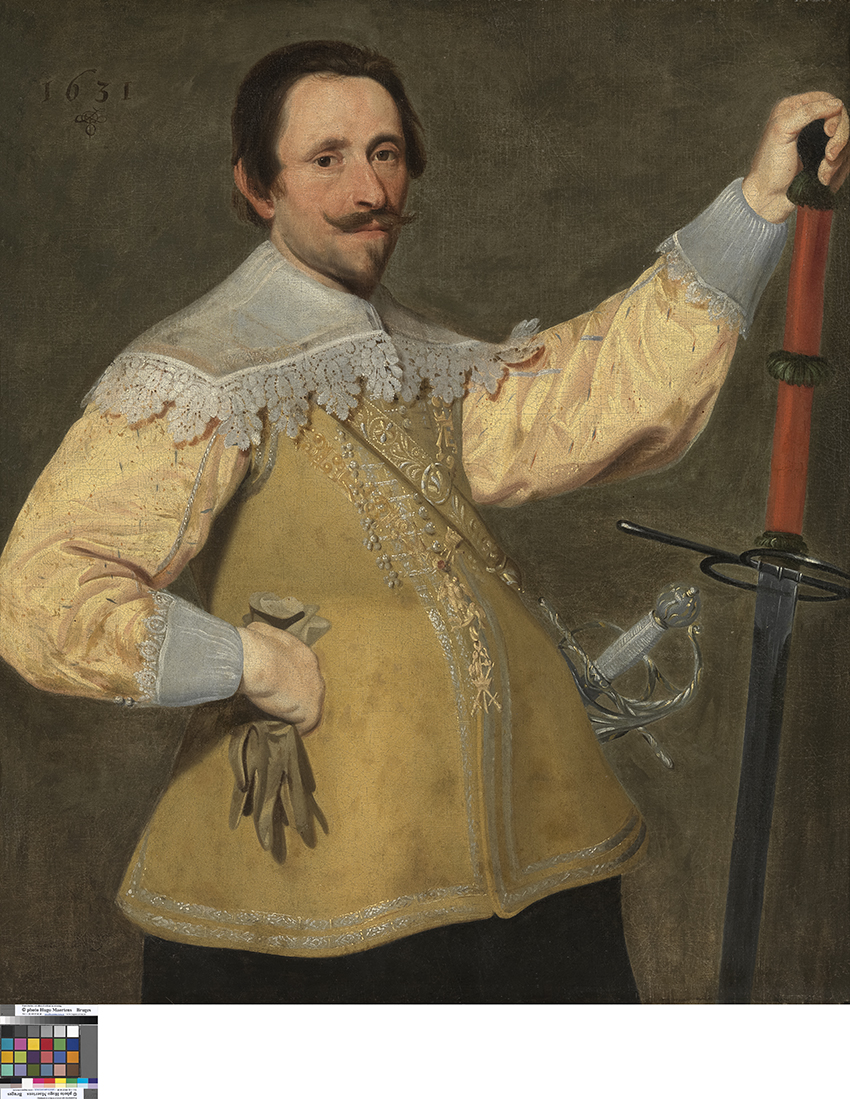
Portret van hoofdman Jozef Colenbuen

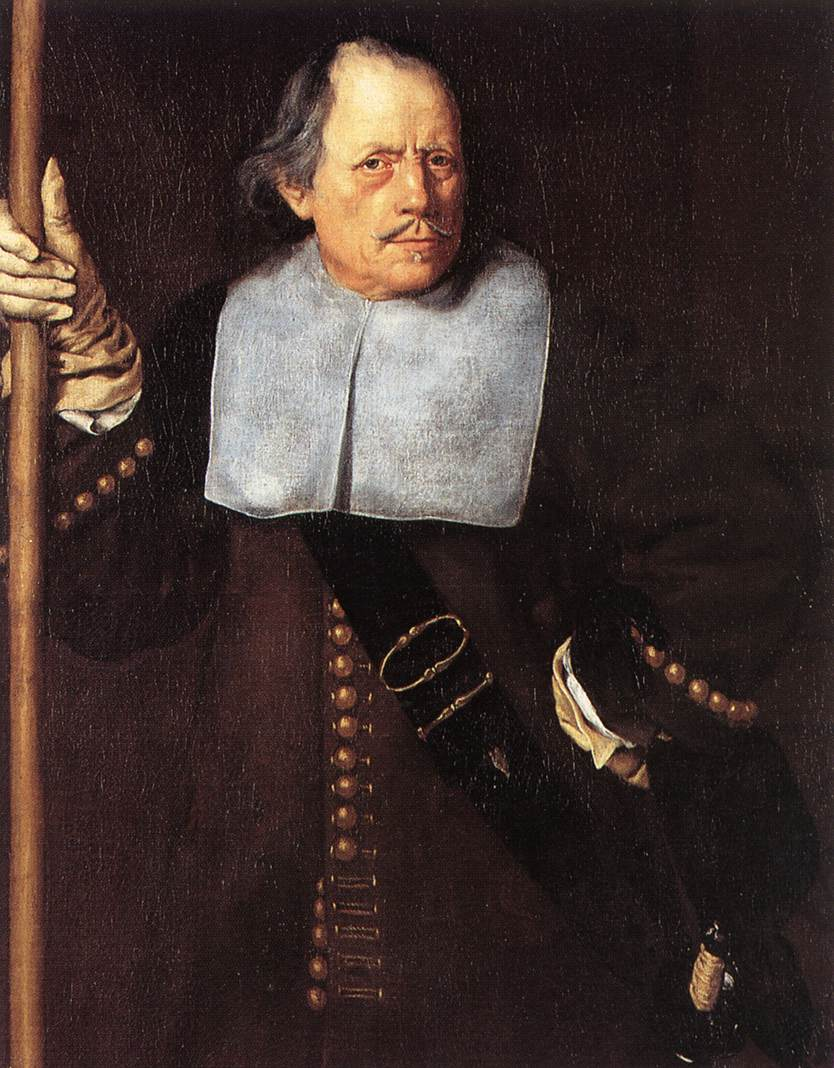
Portret van Fovin de Hasque

De Sint-Michielsgilde in Brugge was een vereniging van beoefenaars van het schermen.

## Geschiedenis
Een vereniging van schermers bestond in Brugge, minstens vanaf 1430. In 1444 schreef de vereniging naar het stadsbestuur met de vraag om officiële erkenning. De gilde werd geleid door een deken of hoofdman en enkele zorgers. Onder de leden trof men de rederijker Anthonis de Roovere aan die, naast goede voetboogschutter, ook handig was met het lange zwaard.
De vier gevestigde sportgilden (Sint-Jorisgilde Oudhof en Jonghof, de Sint-Sebastiaansgilde en de Sint-Barbaragilde stonden nogal weigerachtig tegenover de schermersgilde. Die gilden waren immers bevolkt door leden van de hogere standen (ambtenaren, handelaars, gegoede burgers en adel) terwijl de schermersgilde rekruteerde onder de meer bescheiden ambachtslieden. Anderzijds kwam er verzet vanwege de constenmakers, die hun broodwinning bedreigd voelden, omdat de schermmeesters niet alleen het schermen aanleerden, maar ook spektakelkunsten zoals wapendansen of het spel met de korte degen.
Na jarenlange aarzelingen bevestigde het stadsbestuur in 1456 zijn officiële toestemming voor het bestaan van een Gilde van de aartsengel Sinte Michiel, met zetel in de kloosterkerk van de augustijnen. De gilde richtte een gildealtaar op in de kerk van de augustijnen en organiseerde er vanaf 1460 jaarlijks een Sint-Michielsfeest, waarop de monniken een Magnificat zongen. 
In de vereniging mochten schermmeesters 'schole houden' om te leren schermen 'met de langhe en corte zweerden'.
In 1515 telde de gilde voldoende leden om samen op te trekken bij de Blijde Intrede van keizer Karel V.
Een nieuwe belangrijke drempel werd bereikt op 25 mei 1521, toen de gilde door het stadsbestuur officieel als vijfde gepriviligieerde wapengilde werd erkend en gesubsidieerd. Dit hield bijkomende voorrechten in, onder meer de vrije wapendracht. De gilde organiseerde bij die gelegenheid een eerste toernooi waarop de koningstitel te winnen was. De keure die door het stadsbestuur verleend werd, schonk aan de gilde het alleenrecht om de schermkunst uit te oefenen en leerlingen tot meesters op te leiden. De gilde kende drie categorieën: meesters, provoosten en leerlingen. Naast het vechten met degens, werd ook het vechten met bijlen en met 'hallebarden' aangeleerd.
In 1663 werd op de Markt, voor de hallen, een toernooi gehouden, voorgezeten door de burgemeester van Brugge, Paul Cobrysse, die tevens hoofdman van de gilde was. Ook bisschop Robert de Haynin was aanwezig. In 1679 werd met grote feestelijkheden Pieter (de) Nieulant als nieuwe hoofdman ingehuldigd. Vanaf die tijd verhoogde de maatschappelijke status van de leden. Weldra zou de vereniging volledig uit leden van de adel en de hogere burgerij bestaan. Elk jaar namen de hellebaardiers deel aan de Heilig Bloedprocessie en bij andere gelegenheden hielden ze demonstraties met het slagzwaard. Ze waren er ook bij als een nieuwe hoofdman werd gevierd bij een van de schuttersgilden.
In 1790, tijdens de patriottentijd, traden zij toe tot het artilleriekorps, met 30 man en 2 kanonnen. Dit had tot gevolg dat generaal Jan Andries vander Mersch en de abt van de Sint-Andriesabdij Maurus Elewaut, erelid werden van de gilde.                                   
In 1795 werd de Sint-Michielsgilde, zoals alle andere verenigingen, door de Franse republiek opgeheven. Na 1814 werd ze opnieuw actief. In de Hollandse tijd vierde de gilde in 1821 zijn derde eeuwfeest, zich baserend op het charter van 1521. De activiteiten gingen verder door, maar tegen het einde van de negentiende eeuw was de belangstelling aanzienlijk verzwakt en het aantal leden zeer verminderd. In 1905 beslisten de laatste leden om de vereniging op te doeken. Archieven en waardevolle objecten werden aan de stad Brugge overgemaakt.
Pas in 2003 werd een nieuwe schermersvereniging, onder de oude benaming, met succes tot leven gebracht.

## De gebruikte wapens
De schermers oefenden zich in allerhande wapens. Het ging om:
- het langzwaard of degen
- het korte zwaard
- het floret
- de hellebaard
- de brakemart
- de halve piek
- het rapier
- de hofdegen
- de dussack
- de singlestick en canne de combat
- de militaire sabel

## De schermzalen

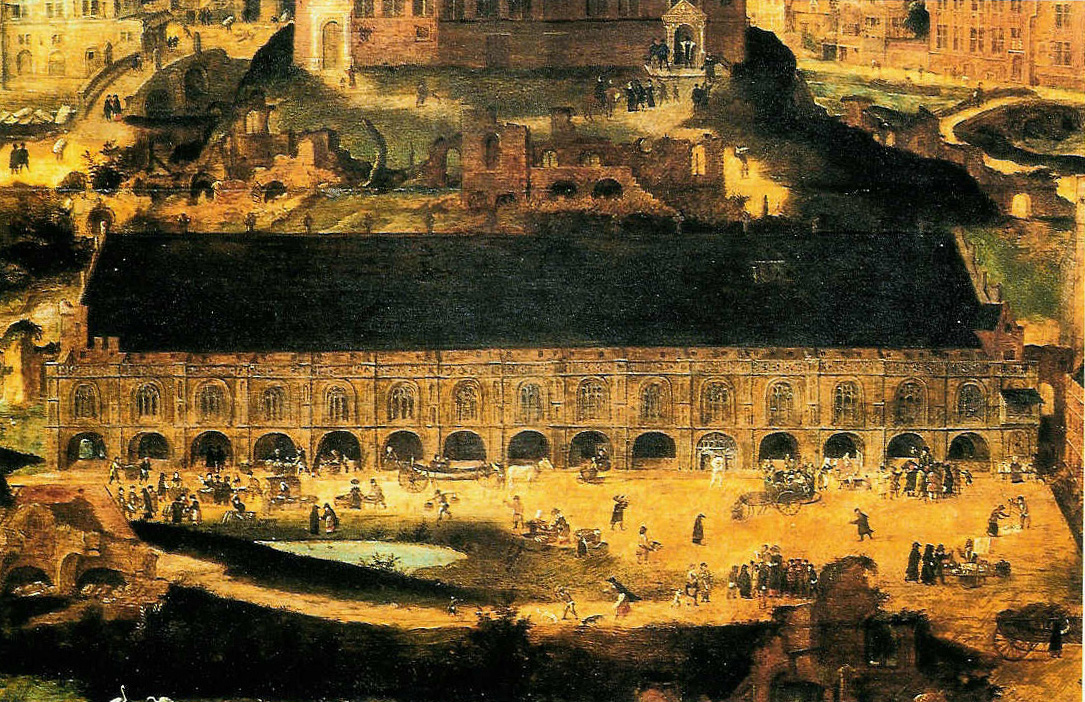
De Waterhalle

- De zaal van het Oudhof Sint-Jorisgilde (de 15e eeuw)
- De Poortersloge (16e eeuw tot 1717)
- De Waterhalle (1717 tot 1787)
- Schermzaal in de stadshallen (1787-1905)

## De gildelokalen
De vergaderingen van het gildebestuur en de ledenvergaderingen gingen door op volgende plaatsen:
- Augustijnenklooster (15e eeuw)
- Gildehuis 'De Spegele', Steenstraat (16e - 18e eeuw)
- Herberg De Meiboom, Dweersstraat (18e eeuw, in de Patriottentijd)
- Herberg De Parijse Halle (19e eeuw)

## De schermzaal en gildelokaal

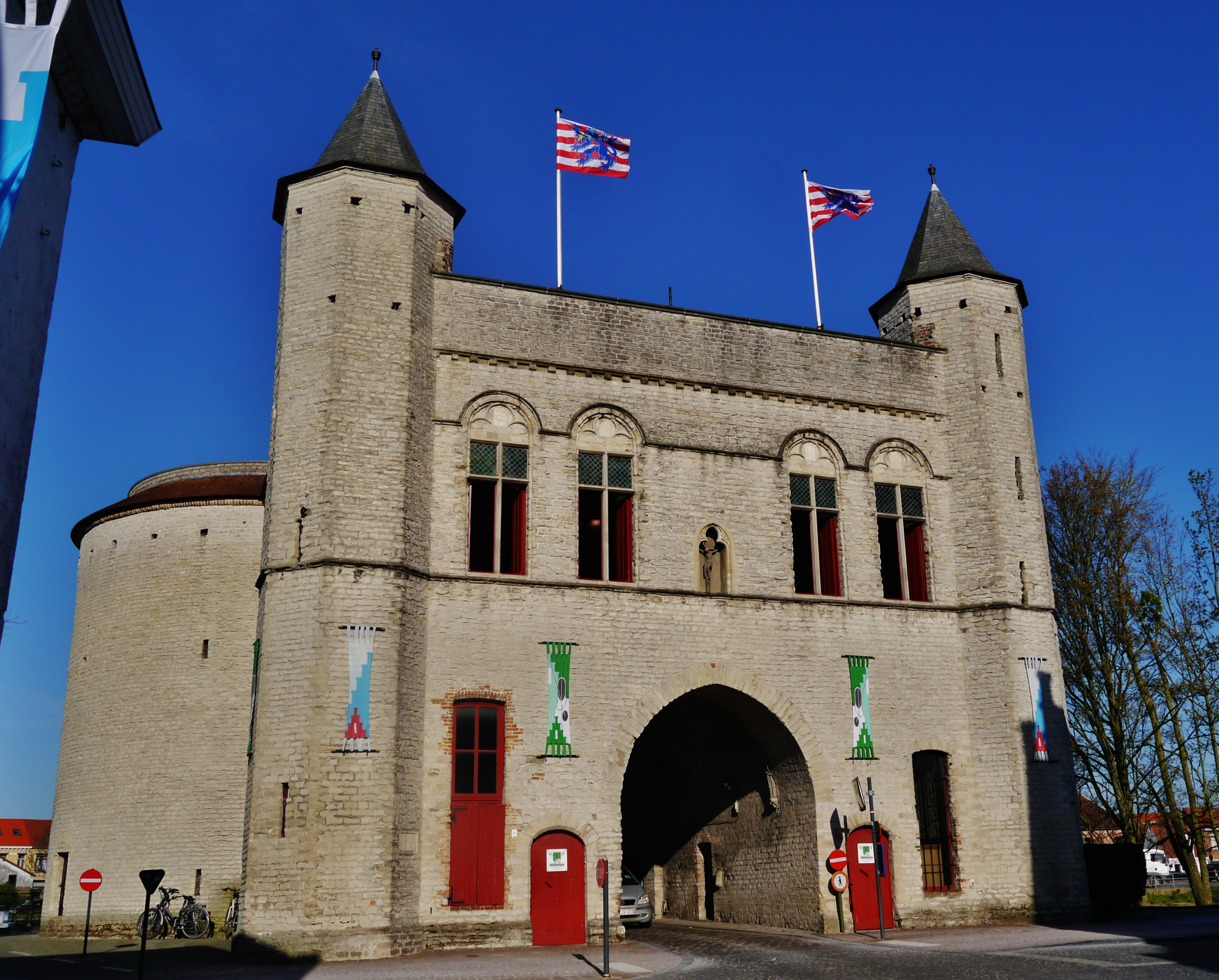
Kruispoort

- De Kruispoort (na 2003)

## Patrimonium
Het patrimonium van de oude Sint-Michielgilde is, bij de vereffening van 1905, hoofdzakelijk overgedragen aan de stad Brugge en in bewaring genomen door het Gruuthusemuseum en het Stadsarchief. Het ging om:

### Stedelijke Musea Stad Brugge
- Gepolychromeerd beeld van de aartsengel Michaël (ca. 1553)
- Zilveren Sireschakel(17e-18e eeuw)
- Zilveren armplaat met afbeelding van Sint-Michiel (1701)
- Vaandelpiek in verguld zilver (1790)
- Portret van Jozef Colenbuen, deken, in 1631 door Jan Hals
- Portret van Fovin d'Hasque, schermmeester, in 1670 door Jacob van Oost de Oudere
- Tien zwaarden
- Twee schoolzwaarden (begin 17e eeuw)
- Rouwbord van hoofdman Pieter-Koenraad van der Bruggen (†1699)
- Rouwbord van hoofdman François-Adrien de Stappens de Harnes (†1716)
- Prijsschotel in tin met wapen van de Sint-Michielsgilde (18e eeuw)

### Stadsarchief Brugge
- Archief van de Sint-Michielsgilde
  - Gildeboek (inschrijvingen en doodschulden) (1717-1904)
  - Verslagboek (1828-1904)
  - Diverse stukken (1559-1806)

### Sint-Michielsgilde Hallebardiers, Kruispoort, Brugge
- Acht eiken stoelen met lederen bekleding (18e eeuw). In 1905 werden 12 stoelen, geschonken door leden, overgedragen aan het lid Amedée Van de Walle. De acht teruggevonden stoelen konden ca. 2010 door de Sint-Michielsgilde worden teruggekocht.

### Nog terug te vinden
In 1905 bij de vereffening aan enkele leden verkocht of geschonken:
- De zilveren belletjes van de gildenar
- Vier stoelen
- Een paar schilderijen van hoofdmannen
- Een tafel, twee kasten en een degen